# ونوس در برابر آینه
ونوس در برابر آینه (به انگلیسی: Venus with a Mirror) (حدود ۱۵۵۵) یک نقاشی اثر تیسین است، هم‌اکنون در نگارخانه ملی هنر در واشینگتن، دی.سی. نگهداری می‌شود و به عنوان یکی از برجسته‌ترین تابلوهای این مجموعه در نظر گرفته شده‌است.
گفته می‌شود این نقاشی زیبایی ایده‌آل زنانه را تجلیل می‌کند یا انتقادی از غرور، یا شاید هر دو است. این اثر توسط چندین هنرمند بعدی از جمله پیتر پل روبنس و آنتونی فان دیک کپی شده‌است.
تیسین تعدادی نقاشی با همین موضوع کشیده‌است، اما اعتقاد بر این است که این اثر اولین و تنها نسخه ای است که به‌طور کامل به تیسین بر می گردد، بدون این که موارد اضافی توسط دستیارهای وی ایجاد شود. تا زمان مرگش در سال ۱۵۷۶ در خانه او قرار داشت.

## آثاری که ممکن است در تیسین تأثیر داشته‌اند

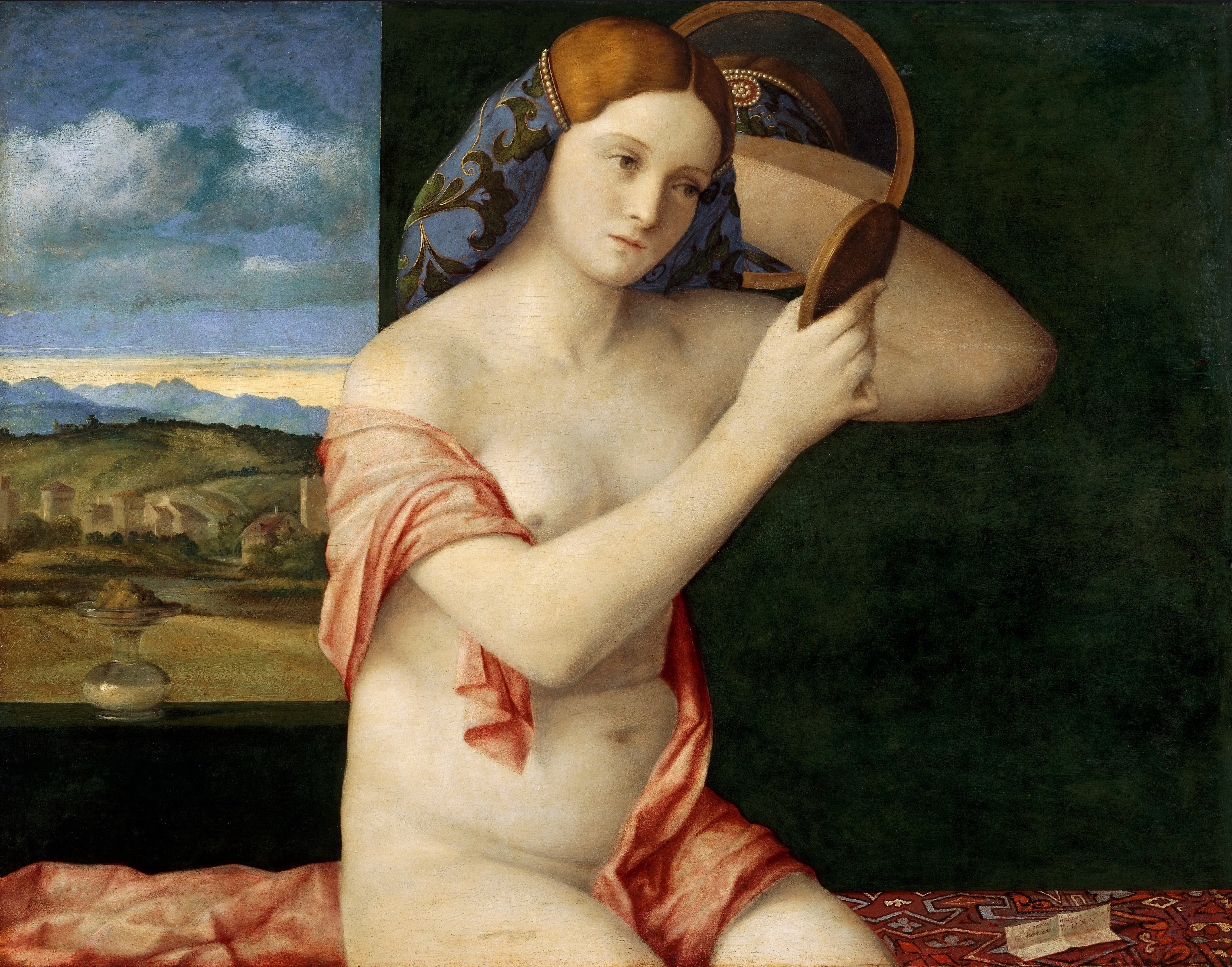
زنی با یک آینه، توسط جیووانی بلینی (۱۵۱۵). تیسین به عنوان شاگرد در کارگاه بلینی کار کرده بود و رنگهای غنی و حسی بلینی را فرا گرفته بود.

حالت این نقاشی ممکن است تحت تأثیر مجسمه‌های یونان باستان و رومیان ونوس بر تیسین باشد که در روم و فلورانس دیده می‌شد. وی همچنین تحت تأثیر معلم خود جیووانی بلینی که رهبر مکتب نقاشان ونیزی، به دلیل استفاده استادانه از رنگ، مشهور بود.

## گالری، تأثیرات

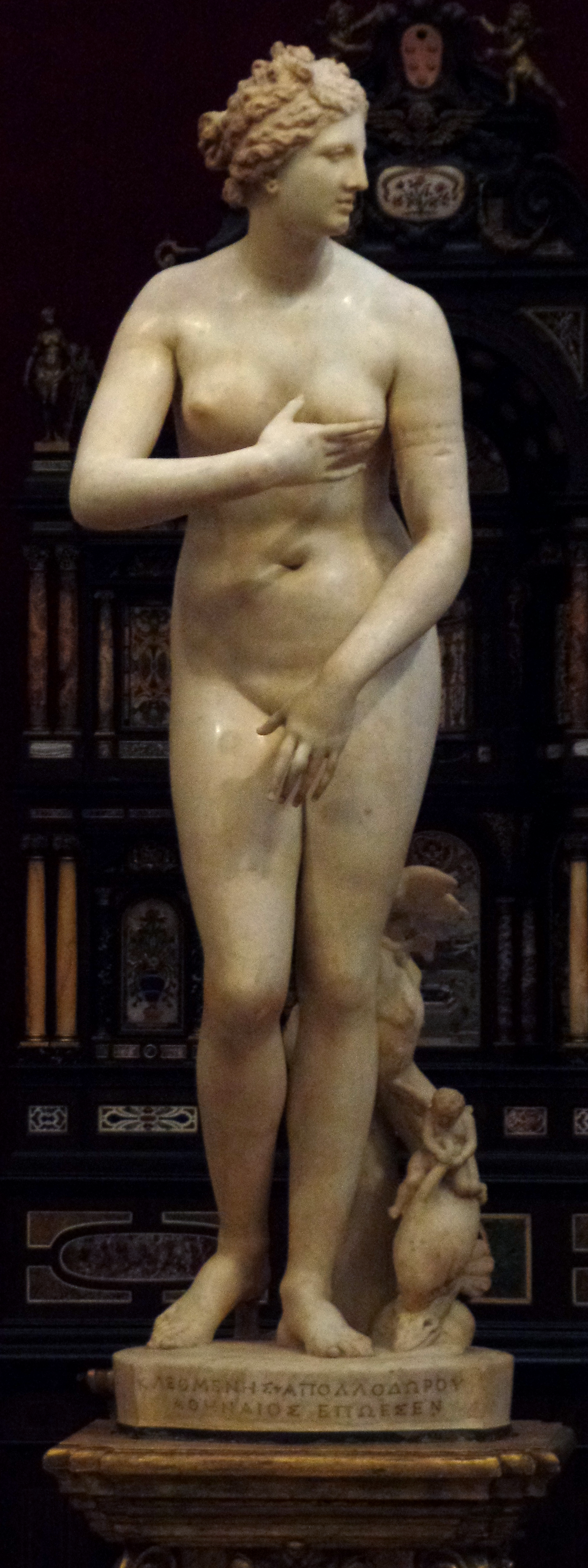
اثری که ممکن است بر تیسین تأثیر گذاشته‌است، ونوس مدیچی در گالری اوفیتزی در فلورانس است
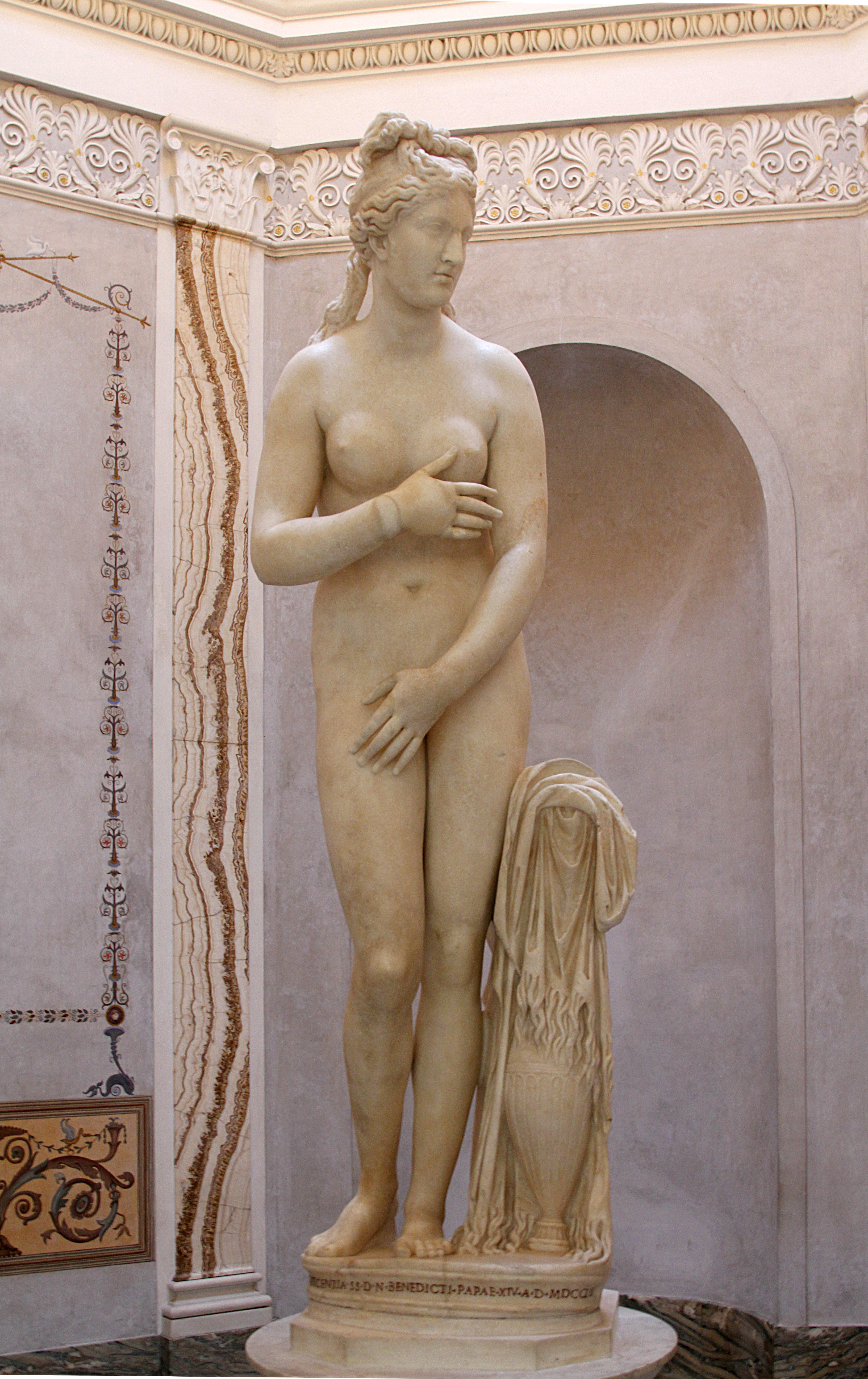
اثری دیگر که ممکن است در تیسین تأثیر گذاشته باشد، ونوس کاپیتولین در موزه‌های کاپیتولین در رم است
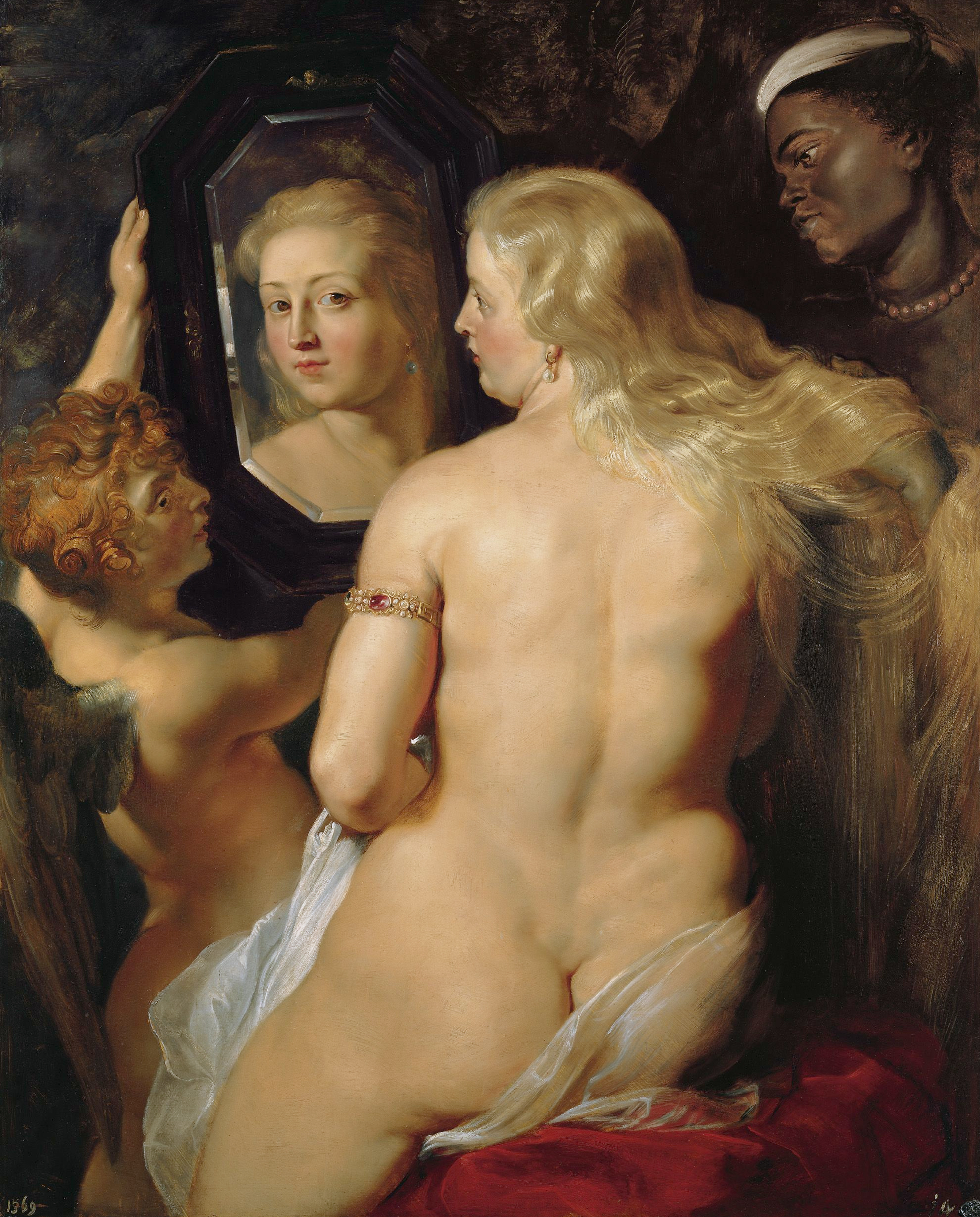
ونوس در یک آینه توسط پیتر پل روبنس (۱۶۱۵). روبنس موضوع را با سبک خودش تطبیق داد.
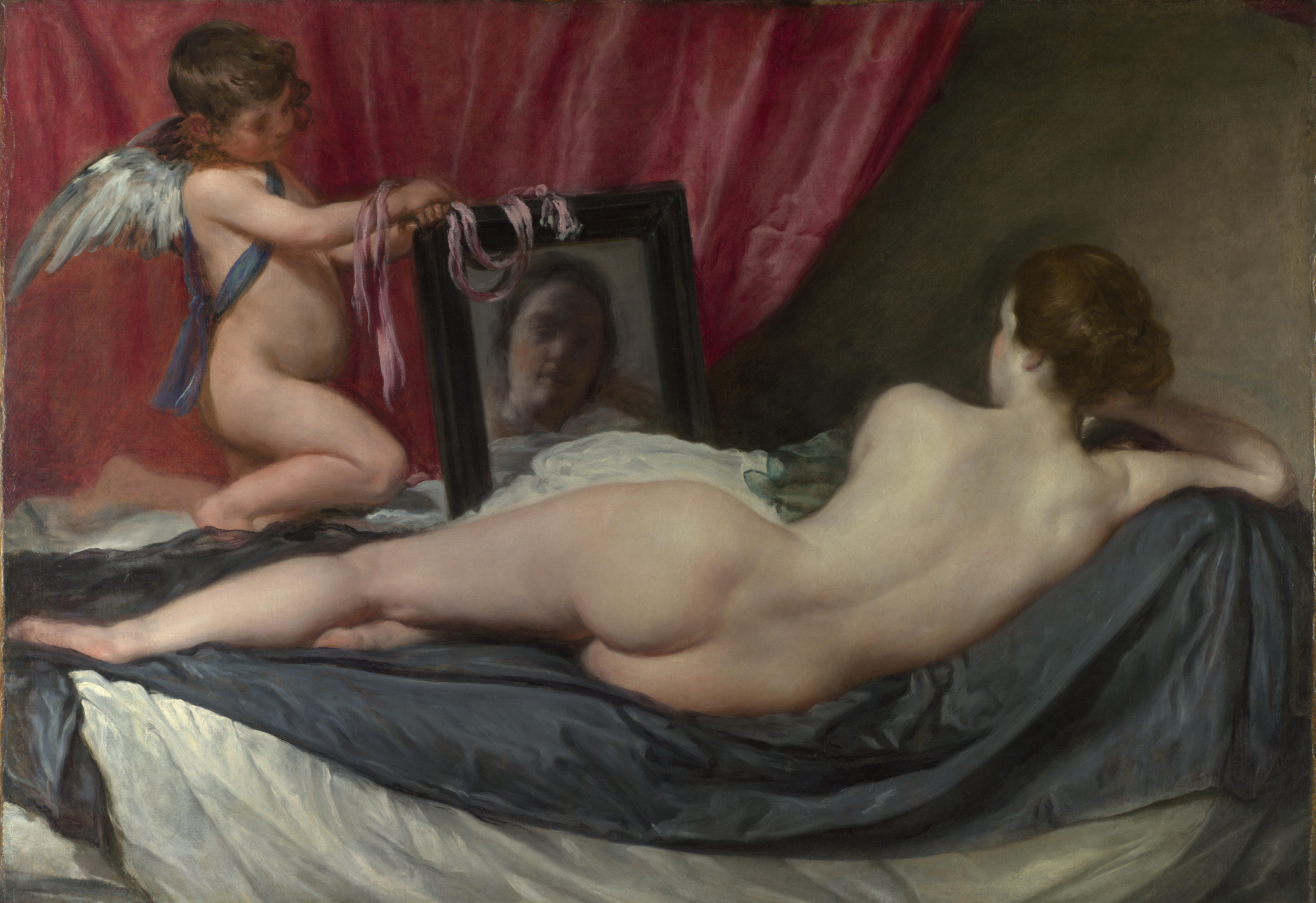
آینه ونوس توسط دیه‌گو ولاسکس. (۱۶۱۵-۱۵۹۹). بین سالهای ۱۶۴۷ و ۱۶۵۱ تکمیل شد. ولاسکس می‌توانست نسخه ای از ونوس با یک آینه تیسین را مشاهده کند هنگامی که توسط پادشاه فیلیپ دوم اسپانیا سفارش داده شد.
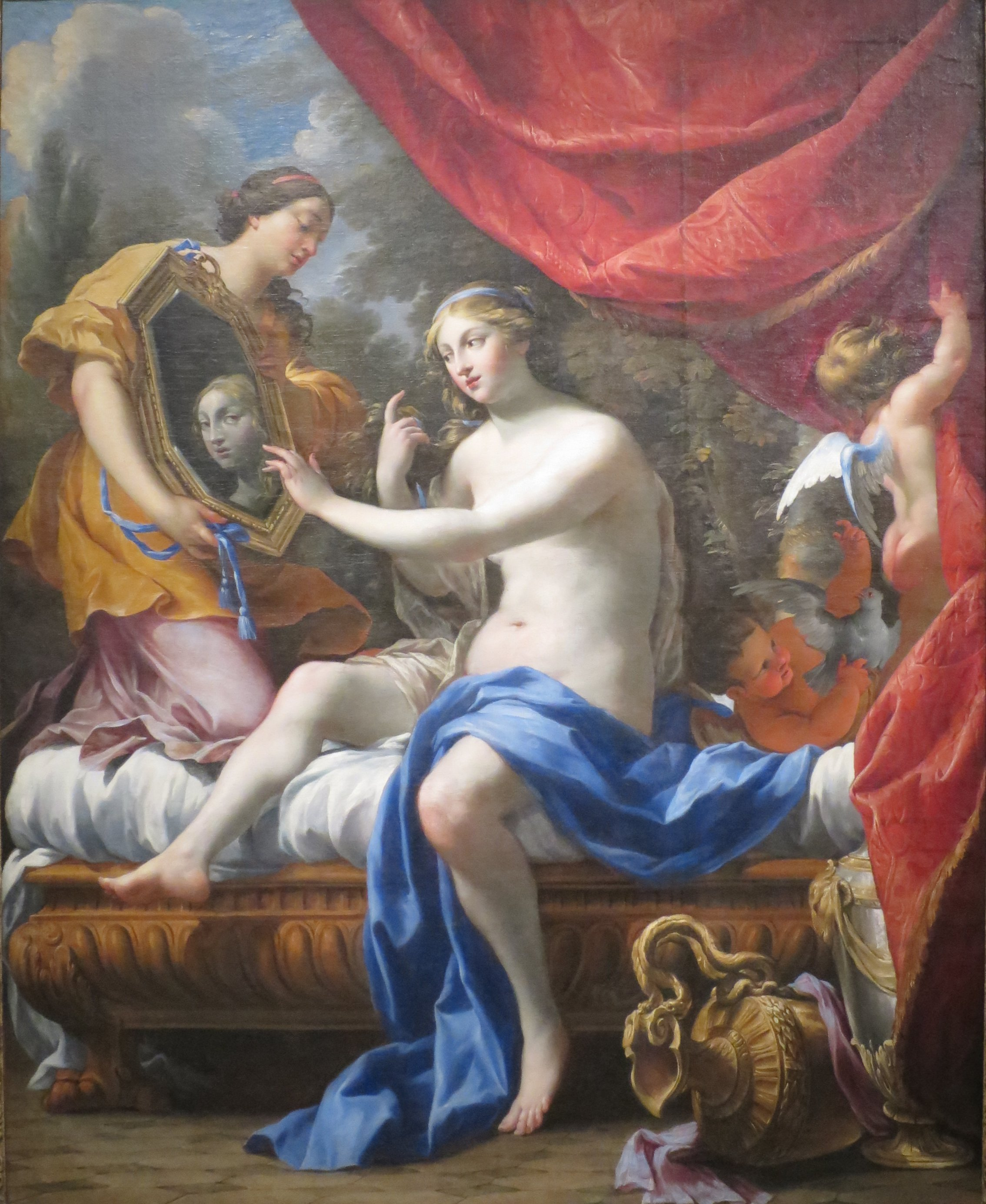
سیمون ووئه، آرایش ونوس، در حدود سال ۱۶۲۸. سیمون ووئه از سال ۱۶۱۳ تا ۱۶۲۷ در ایتالیا زندگی می‌کرد و مطمئناً با کار تیسین آشنا بود. وی سبک ایتالیایی را به فرانسه وارد کرد.